# 光栄 (厚岸町)
光栄（こうえい）は、北海道厚岸郡厚岸町にある地名。郵便番号は088-1129。

## 地理
旧太田村の南端に位置し、白浜、太田南、太田東と隣接している。

### 河川
- 尾幌川

## 歴史
正式な住所としての光栄は厚岸町字名改正事業によって新たに生まれたものであるが、字名改正事業以前の地区別人口では「太田南（光栄）」の表記があるため、光栄の地名自体はそれ以前から存在していたと推察される。

### 沿革
- 2006年（平成18年）7月18日 - 厚岸町字名改正事業に伴い、太田南、太田東、太田宏陽、大字太田村のそれぞれ一部をもって光栄が成立する[3][4]。

## 世帯数と人口
2023年（令和5年）3月31日現在の世帯数と人口は以下のとおりである。
| 地区名 | 世帯数  | 人口  |
| ------ | ------- | ----- |
| 光栄   | 226世帯 | 491人 |

## 小・中学校の学区
町立小・中学校に通う場合、学区は以下の通りとなる。
|      | 小学校             | 中学校             |
| ---- | ------------------ | ------------------ |
| 全域 | 厚岸町立真龍小学校 | 厚岸町立真龍中学校 |

## 交通
- 北海道道14号厚岸標茶線

## 施設
- 住宅地が広がるのみである。